# Тиреболу
Тиреболу (тур. Tirebolu) от греческого Триполи (греч. Τριπολη) — город в провинции Гиресун Турции. На 2009 год население составляло 13 304 человек. Высота — 67 метров над уровнем моря.
Находится в 98 км западнее Трабзона, недалеко от устья реки Харшит. Близ города находилось местечко Аргириа (Αργύρια от др.-греч. ἄργῠρος — серебро) где издревле добывалось серебро, и из которого в XIII—XV веках чеканились монеты Трапезундской империи. Добыча ценного металла продолжалась вплоть до 1800 года, пока месторождение не иссякло.
В начале XX века в городе проживало 7 тысяч жителей, из них 3 тысячи были греками. В городе имелось два православных храма: Богородицы и Архангела Михаила. В 1912 году в городе и окрестностях проживало 30 999 мусульман и 17 821 греков.
В 1916 году, в ходе Первой мировой войны, российская армия остановила своё наступление перед городом и стояла на правом берегу реки Харшит 16 месяцев. Тиреболу подвергался артиллерийскому обстрелу, тем временем турки организовали насильственную депортацию греческого населения вглубь Анатолии, в ходе которой большая часть депортированных погибла. (В коллективном издании «Энциклопедия Понтийского Эллинизма» в 12 томах, Танасис Георгиадис пишет что в ходе этой депортации погибли более 3 тысяч жителей Тиреболу и близлежащих сёл). Часть греков ушла в подконтрольные Российской империи регионы.